# Аджеми Нахчивани
Аджеми ибн Абубекр Нахчивани (Нахичеванский) (20-е годы XII века, Нахичевань — XIII век) — мусульманский средневековый зодчий. Основатель нахичеванской архитектурной школы эпохи Государства Ильдегизидов.

## Жизнь и творчество
Жил и работал в г. Нахичевань. Среди его творений: надгробный памятник Юсифа ибн-Кусеира (1162 год), построенный по заказу Атабека Азербайджана Мохаммед Джахан Пехлевана в честь первой жены Момине Хатун мавзолей Момина Хатун (1186 год), мечеть Нахчиван-Джума. Современники называли Аджеми «шейх-ул-мухандис» — «глава инженеров». Именно ему приписываются слова надписи на мавзолее Момине-Хатун:
Мы уйдём — мир останется, мы умрём — это останется памятью.

Работы Нахчывани
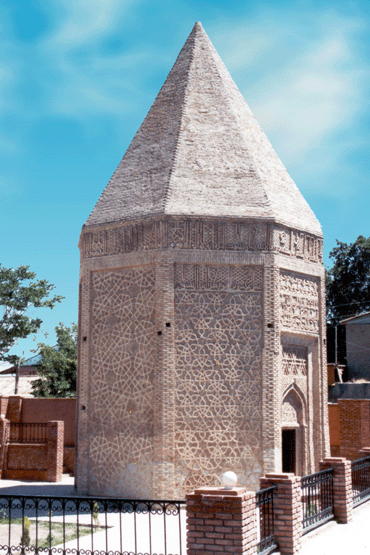
Гробница Юсифа ибн Кусейра в Нахчыване, 1162 г.
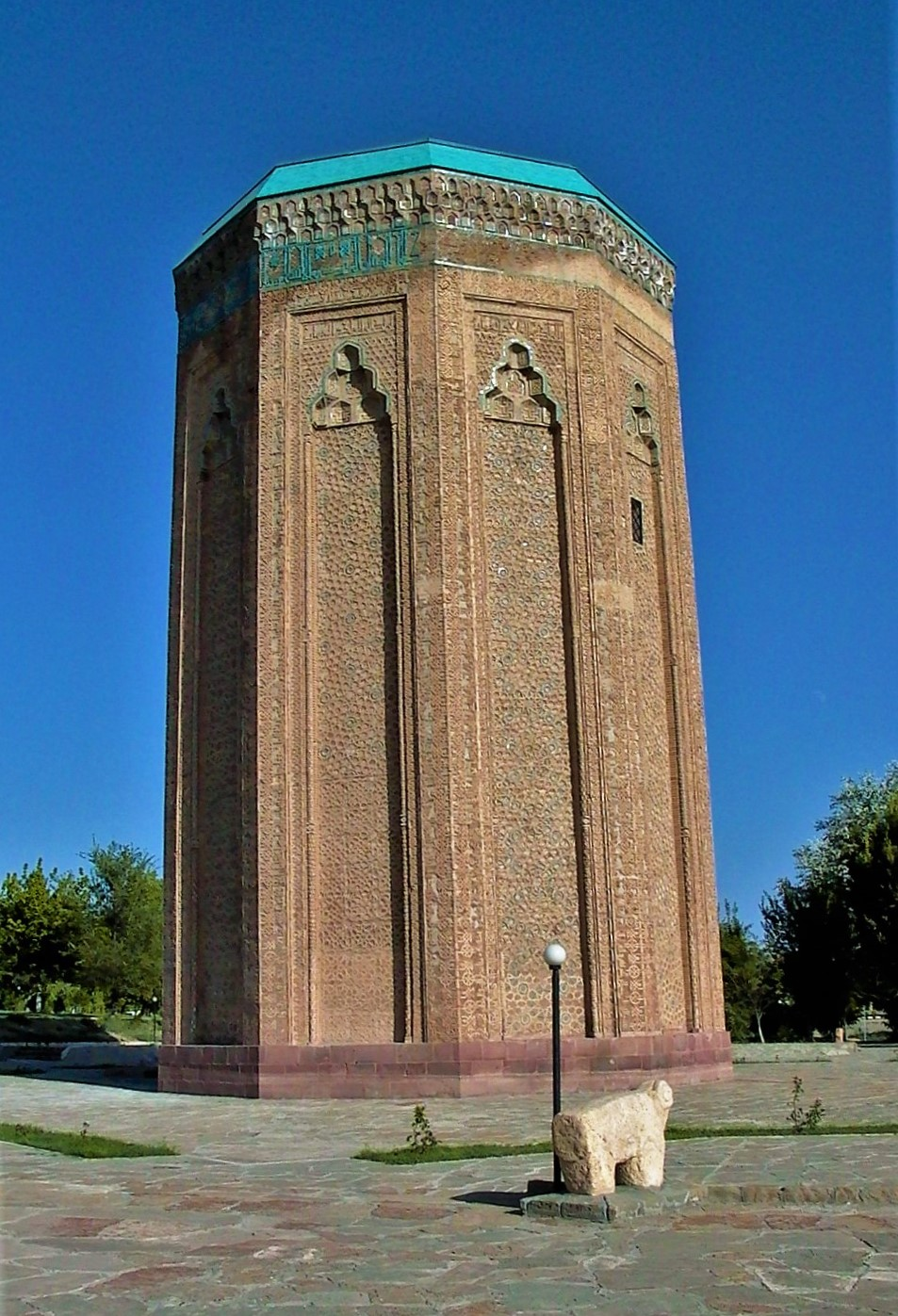
Гробница Момине хатун в Нахчыване, 1186 г.

## Память
В честь него названа одна из станций Бакинского метрополитена — «Мемар Аджеми».
В 1976 году в городе Нахичевань в связи с 850-летним юбилеем Аджеми Нахчивани был поставлен памятник архитектора. Скульптором является Заслуженный художник Азербайджана Камал Алекперов. Памятник архитектору установлен также на фронтоне лоджии фасада Азербайджанской национальной библиотеки в Баку. Скульптор — Закир Ахмедов.

Памятник Аджеми Нахчивани в городе Нахичевань. Скульптор — Камал Алекперов.
Памятник Аджеми Нахчивани на фронтоне лоджии фасада Азербайджанской национальной библиотеки в Баку. Скульптор — Закир Ахмедов.
Бюст Аджеми Нахчивани в Музее истории Азербайджана. Скульптор — Камал Алекперов[7].